# Дементьев, Георгий Гаврилович
Георгий Гаврилович Дементьев (1897, с. Кикино, Смоленская губерния — 9 января 1959, Киев) — советский партийный и государственный деятель, председатель Днепропетровского (1944—1947) и Винницкого (1948—1956) облисполкомов. Член РКП(б) с 1918 г. Кандидат в члены ЦК КП Украины (1956—1960). Член Ревизионной комиссии КП(б)-КП Украины (1952—1956).

## Биография
Родился в селе Кикино ныне Тёмкинского района Смоленской области в семье крестьянина. Окончил четырёхклассную начальную школу. Работал в сельском хозяйстве, был рассыльным и помощником писаря волостного управления.
В 1922 г. окончил Кронштадтские артиллерийские курсы.
В 1916—1917 годах — участник Первой мировой войны. Начал службу рядовым в стрелковой бригаде, с мая 1916 года воевал на Западном фронте старшим фейерверкером 4-го кавалерийского корпуса. В 1917 году избран председателем солдатского комитета артдивизиона. В декабре 1917 года вернулся в родное село, где вёл активную пропагандистскую деятельность.
В 1918—1933 годах — в РККА. Участник Гражданской войны: служил военным комиссаром артдивизиона 15-й стрелковой дивизии, участвовал в военных действиях на Южном и Польском фронтах, а также на Дальнем Востоке. В 1921—1922 годах прошёл обучение на артиллерийских курсах в Кронштадте. С 1922 года служил в Средней Азии, с 1928 года проходил военно-политическую службу на Смоленщине.
В 1933—1935 годах — начальник политического отдела Петропавловской машинно-тракторной станции (Днепропетровская область).
В 1935—1937 годах — первый секретарь Петропавловского районного комитета КП(б) Украины (Днепропетровская область).
В 1937—1938 годах — и. о. первого секретаря Павлоградского районного комитета КП(б) Украины (Днепропетровская область).
В 1938—1940 годах — начальник Днепропетровского областного земельного управления.
В 1940—1941 годах — заместитель председателя исполнительного комитета Днепропетровского областного Совета.
В 1941—1943 годах — третий секретарь Днепропетровского областного комитета КП(б) Украины; одновременно в октябре-ноябре 1941 года — и о. первого секретаря Днепропетровского областного комитета КП(б) Украины.
В 1941—1942 годах — комиссар бригадного района противовоздушной обороны (Миллерово Орджоникидзевского края).
В 1942—1943 годах — в распоряжении ЦК КП(б) Украины.
В 1943—1944 годах — первый секретарь Днепропетровского областного комитета КП(б) Украины.
В 1944—1947 годах — председатель исполнительного комитета Днепропетровского областного Совета.
В 1947—1948 годах — заместитель председателя, а в 1948—1956 годах — председатель исполнительного комитета Винницкого областного Совета.
Похоронен на Байковом кладбище Киева.

## Награды и звания
- орден Отечественной войны 1-й степени (1945) — за успешное выполнение плана хлебозаготовок.